# کونور هوریان
کونور هوریان (انگلیسی: Conor Hourihane؛ زادهٔ ۲ فوریهٔ ۱۹۹۱) بازیکن فوتبال اهل جمهوری ایرلند است. وی در پست هافبک برای باشگاه فوتبال استون ویلا بازی می‌کند. (در فصل ۲۰–۲۰۱۹)
از باشگاه‌هایی که در آن بازی کرده‌است می‌توان به باشگاه فوتبال پلیموث آرگیل، باشگاه فوتبال استون ویلا، باشگاه فوتبال ساندرلند، باشگاه فوتبال بارنزلی، و باشگاه فوتبال ایپسویچ تاون اشاره کرد.
وی همچنین در تیم‌های ملی فوتبال زیر ۱۹ سال جمهوری ایرلند، زیر ۲۱ سال جمهوری ایرلند، و جمهوری ایرلند بازی کرده‌است.